# Сперлинга
Сперлинга (итал. Sperlinga) — коммуна в Италии, располагается в регионе Сицилия, в провинции Энна.
Население составляет 906 человек (2008 г.), плотность населения составляет 16 чел./км². Занимает площадь 58 км². Почтовый индекс — 94010. Телефонный код — 0935.
Покровителем коммуны почитается святой Иоанн Креститель, празднование 24 июня.

## Демография
Динамика населения:

## Администрация коммуны
- Официальный сайт: http://www.comune.sperlinga.en.it/